# Szijj Bálint
Szijj Bálint (Nagyigmánd, 1868. február 4. – 1945. április 29.) magyar kisgazda politikus, nemzetgyűlési képviselő, a Felsőház örökös tagja, a Független Kisgazda-, Földmunkás- és Polgári Párt alapító elnöke.

## Élete
1868-ban született a Komárom vármegyei Nagyigmándon, földműves családban. Az elemi iskola hat osztályát végezte el. Rövid ideig katonaként szolgált, őrmesteri rangig jutott, majd otthagyta a hadsereget és szülőfalujában kezdett gazdálkodni. A mintagazdaság vezetéséért mintagazda-oklevelet és szövetkezeti elismerő oklevelet is kapott. 1902-ben a nagyigmándi képviselő-testület tagja lett, majd 1904-ben beválasztották a vármegyei törvényhozó bizottságba is. Alapító tagja volt a Magyarországi Kisbirtokosok Szövetségének. Az 1910-es országgyűlési választáson kisgazdapárti programmal jelöltséget vállalt, de nem választották meg. Az első világháború idején Nagyigmánd község bírája lett. 
Megalakulásától kezdve az Országos Kisgazda- és Földműves Párt egyik vezetője, tekintélyes tagja volt. Az 1920-as nemzetgyűlési választásokon a nagyigmándi kerület képviselőjévé választották kisgazdapárti programmal, majd 1922-ben újraválasztották. Politikai válságok idején Horthy Miklós kormányzó többször is kikérte a véleményét. A Házban kitűnt beszédeivel, főleg a földreform kérdésével foglalkozott. 1926-ban egészségügyi okokra hivatkozva nem indult képviselőjelöltként, de 1927-ben Horthy a Felsőház örökös tagjává nevezte ki. 1928-ban Nagyigmánd díszpolgára lett. 
1930 októberében, a Független Kisgazda-, Földmunkás- és Polgári Párt alakulásakor a párt elnökévé választották, az alelnök Tildy Zoltán, a főtitkár pedig Nagy Ferenc lett. Haláláig a párt elnöke, illetve tiszteletbeli elnöke maradt, miközben a betegeskedő politikus helyett a tényleges pártvezér Gaál Gaszton, majd Eckhardt Tibor volt. 1939-ben pártja Bihar megyei listavezetője volt, de mandátumáról lemondott, és a Felsőház tagja maradt. A Házban továbbra is leginkább mezőgazdasági kérdésekkel foglalkozott. Iskolázatlansága ellenére különösen művelt képviselőnek ismerték. A sokat betegeskedő kisgazda politikus 1945-ben hunyt el 77 éves korában.